# 漠沙镇
漠沙镇，是中华人民共和国云南省玉溪市新平彝族傣族自治县下辖的一个镇。

## 行政区划
漠沙镇下辖以下地区：
曼竜社区、龙河社区、曼勒社区、和平村、仁和村、黎明村、鱼塘村、团结村、胜利村、关圣村、曼线村、双河村、坡头村、西尼村、曼蚌村、峨德村、小坝多村和平安村。